# Aristeu Borges de Aguiar
Aristeu Borges de Aguiar (Vitória, 23 de maio de 1892 — Rio de Janeiro, 1 de setembro de 1951) foi um advogado, professor e político brasileiro.
Foi eleito presidente do estado do Espírito Santo, tendo governado o estado de 30 de junho de 1928 a 16 de outubro de 1930.
Aristeu Borges de Aguiar nasceu em Vitória no dia 23 de maio de 1892, filho dos serranos Augusto Manoel de Aguiar e Luiza da Silva Borges.
Iniciou seus estudos no Colégio Aristides Freire, com o professor Amâncio Pereira. O curso secundário, no Colégio São Vicente de Paula, em Petrópolis (RJ), foi precocemente concluído em 1910, quando o aluno tinha apenas 8 anos de idade.
A graduação em Direito ocorreu na Faculdade Livre de Direito do Rio de Janeiro, em 1915, aos 23 anos. Em 16 de dezembro de 1916, Aristeu Aguiar foi nomeado pelo presidente do Estado, Bernardino Monteiro, para exercer as funções de promotor público da capital. No ano de 1918 veio a indicação para o cargo de lente interino de História Universal e do Brasil, do Ginásio do Espírito Santo. Efetivado após prestar concurso, tornou-se diretor do instituto de ensino.
Decorria o ano de 1920 quando foi nomeado procurador- geral do Estado, cargo ocupado até 1º de agosto. Foi nessa época que, com a vida estabilizada, aos 28 anos, casou-se em Vitória, em 15 de dezembro de 1920, com Nair de Freitas Barbosa, com quem teve seu filho Manuel Borges de Aguiar. Sua incursão no campo do jornalismo se deu também naquele ano, ao se tornar redator-chefe do jornal “Diário da Manhã”, sem interromper sua atividade no Governo.
Em julho de 1926, quando foi criada a Secretária da Instrução Pública, durante 30 dias exerceu a titularidade na pasta, e em setembro, substituiu Ubaldo Ramalhete Maia, também por igual período. Depois, acabou transferido para as funções de secretário da Presidência do Estado, ocasião em que foi indicado candidato do Partido Republicano ao posto de governador. Eleito em 1928, ficou na chefia do Governo até a revolução de 1930, sem concluir o mandato, que iria até 15 de outubro daquele ano.
Mudou-se, então, com a família, para a cidade do Rio de Janeiro, onde se dedicou à advocacia.
Enquanto esteve em terras capixabas, atuou como sócio-fundador do Instituto Histórico e Geográfico do Espírito Santo (IHGES) e teve o status de primeiro ocupante da cadeira nº 7 da Academia Espírito-Santense de Letras, fundada em julho de 1921.
Aristeu Aguiar pertenceu ao Conselho Federal da OAB (Ordem dos Advogados do Brasil) e foi diretor do Contencioso da Companhia General Elétrica e presidente da Financiadora Sociedade Anônima. Faleceu aos 59 anos, em 1º de setembro de 1951, no Rio de Janeiro (RJ).